# Рогунская ГЭС
Рогунская ГЭС (тадж. Нерӯгоҳи барқии обии Роғун) — строящаяся гидроэлектростанция в Таджикистане на реке Вахш, входит в состав Вахшского каскада, являясь его верхней ступенью. После завершения проекта, плотина Рогунской ГЭС с высотой 335 м станет самой высокой в мире, а станция достигнет мощности 3780 МВт и станет крупнейшей гидроэлектростанцией в Центральной Азии. 16 ноября 2018 года состоялся запуск первого агрегата мощностью 120 МВт. Второй агрегат был запущен в честь Дня независимости Таджикистана 9 сентября 2019 года. Электроэнергию планируется поставлять в Пакистан в рамках проекта CASA-1000.

## Общие сведения
Представляет собой ГЭС приплотинного типа с высотной каменно-набросной плотиной. После завершения проекта, плотина ГЭС станет самой высокой в мире. Проектная мощность ГЭС — 3780 МВт, среднегодовая выработка — 14,4 млрд кВт⋅ч. Фактическая мощность по состоянию на 2021 год — 760 МВт. Состав сооружений ГЭС:
- Каменно-набросная плотина с противофильтрационным ядром из суглинка высотой 335 м, длиной по гребню 660 м и объёмом 73,6 млн м³;
- 7 строительных и эксплуатационных водосбросных туннельных сооружений с рабочими напорами на затворах от 150 до 200 м и диаметрами туннелей от 10 до 15 м, общей пропускной способностью 8220 м³/сек;
- многоуровневый 5-ярусный глубинный водоприемник с проектным напором на аварийно-ремонтных затворах 140 м;
- 6 подводящих турбинных водоводов с металлической облицовкой диаметром 7,5—7,0 м с напорной шахтой высотой 212 м и горизонтальным участком 356 м;
- подземное здание ГЭС (69×25×220 м);
- подземное помещение трансформаторов (53×22×220 м);
- солезащитный комплекс в основании плотины с металлической облицовкой и оборудованием;
- транспортные туннели и подходные штольни общей длиной около 75 км.

В здании ГЭС будут установлены шесть гидроагрегатов мощностью по 630 МВт c радиально-осевыми турбинами (диаметр рабочих колёс — 6 м), по состоянию на 2023 год эксплуатируются два гидроагрегата (станционные № 5 и 6) мощностью 360 МВт и 400 МВт, турбины РО 310-В-483,5 которых работают на временных рабочих колёсах диаметром 4,835 м, с генераторами СВ 1140/280-48 УХЛ4. Турбины изготовлены заводом «Турбоатом», генераторы — предприятием «Электротяжмаш». Плотина ГЭС должна образовать крупное Рогунское водохранилище полным объёмом 13,3 км³ и полезным объёмом 10,3 км³. Водохранилище планируется использовать как в энергетических, так и в ирригационных целях на засушливых землях площадью более 300 тысяч гектаров.
Строительство ГЭС осуществляется в несколько этапов, в состав первой очереди входит отсыпка плотины до высоты 135 м и монтаж двух гидроагрегатов, работающих на пониженном напоре. Мощность первой очереди в 2018—2019 годах составляла 240 МВт при среднегодовой выработке 1,6 млрд кВт⋅ч. После достижения напора 120 м производится замена временных рабочих колёс первых двух гидроагрегатов на постоянные. При достижении напора 185 м (уровень водохранилища — 1165 м) вводятся в эксплуатацию гидроагрегаты со станционными номерами 3 и 4, с постоянным водоприёмником с пониженным порогом. При достижении напора 200 м (уровень водохранилища — 1185 м) производится пуск оставшихся гидроагрегатов со станционными номерами 1 и 2, с постоянным водоприёмником с нормальным уровнем порога, а также производится перемонтаж генераторов гидроагрегатов номер 5 и 6 с заменой обмотки статора и полюсов ротора. Ввод в эксплуатацию всех шести гидроагрегатов запланирован на декабрь 2029 года, набор проектной отметки НПУ водохранилища — 2032 год.
Рогунская ГЭС спроектирована Среднеазиатским отделением института «Гидропроект» (Ташкент), в настоящее время проектирование ГЭС осуществляется российским институтом «Гидропроект».

## Критика
Проект ГЭС подвергается критике из-за расположения в зоне высокой сейсмичности, оползневых и селевых процессов, а также наличия под основанием плотины Ионахшского тектонического разлома, заполненного каменной солью. Проектировщики ГЭС заявляют о безопасности плотины — в частности, о том, что её конструкция сейсмоустойчива, а для защиты отложений каменной соли от размыва запланированы специальные мероприятия. Также проект ГЭС резко критиковался руководством Узбекистана, опасающимся влияния строительства Рогунской ГЭС на режим стока реки Вахш и, соответственно, реки Амударья, которое будет разрушительным для обеспечения водной, продовольственной и экологической безопасности нижележащих стран. Начатый сбор средств у населения для достройки Рогунской ГЭС был приостановлен в апреле 2010 года из-за большого недовольства населения, а также позиции МВФ. По инициативе трансграничных с Таджикистаном стран региона при финансировании Всемирного банка была проведена экспертиза проекта строительства Рогунской ГЭС, вынесшая в итоге положительное решение по строительству. Однако в августе 2015 года Узбекистан выступил с официальным заявлением о неприемлемости заключительных выводов экспертов и выразил своё несогласие со строительством Рогунской ГЭС. После смерти в 2016 году первого президента Узбекистана Ислама Каримова и нормализации отношений между Узбекистаном и Таджикистаном позиция узбекской стороны по отношению к проекту существенно изменилась в лучшую сторону, вплоть до рассмотрения возможности участия в строительстве станции.
Вводимые агрегаты ГЭС могут работать в холостом режиме, пока не закончена инфраструктура электросетей для экспорта электроэнергии. Однако, при пуске первого агрегата Эмомали Рахмон заявил, что «построена и сдана в эксплуатацию 500-киловольтная линия электропередачи „Рогун — Душанбе“, а также электрическая подстанция».

## История строительства
В 1974 году Госстроем СССР был утвержден технический проект Рогунской ГЭС, разработанный Среднеазиатским отделением института «Гидропроект» г. Ташкент. Проект пришлось осуществлять в крайне трудных условиях:
- створ плотины находится в зоне высокой сейсмичности, где небольшие землетрясения происходят ежемесячно.
- горные породы рыхлые и непрочные, в них почти невозможно пробить строительные туннели.
- под дном реки, где выгоднее всего ставить плотину, проходит разлом, заполненный каменной солью. С появлением плотины, вода под большим давлением начнёт просачиваться под ней, размывая соляной пласт.

Советские гидростроители нашли решение. Для борьбы с соляным пластом по проекту оголовок пласта под дном реки должен быть зацементирован — по их утверждению, надёжно. Чтобы не допустить просачивания воды под высоким давлением после заполнения водохранилища, проект предполагает подачу воды под высоким давлением в зону вокруг соляного пласта, для компенсации давления воды водохранилища. В сам пласт будет подаваться насыщенный солевой раствор, дальнейшее растворение соли в котором невозможно. Благодаря таким мерам в окрестностях соляного разлома установится динамическое равновесие (при условии непрерывной и вечной подачи насыщенного соляного раствора под большим давлением).
Чтобы построить надежную плотину, которая не боится мощных землетрясений, советские гидростроители решили сделать тело плотины рыхлым, со сложной структурой. Сердцевина — мягкое ядро из суглинка, затем галечник, по бокам отсыпка из камней. Объём плотины 76 млн м³. Трещины и пустоты, возникающие при землетрясении, будут сами закрываться, заполняясь суглинком и галечником.
Подготовительный период строительства ГЭС начат в 1976 году. В сентябре 1976 года в Рогун прибыли первые строители. Стройплощадки — на высоте от 1000 до 1700 метров. До ближайшей железнодорожной станции 80 километров. Трансформаторы и гидротурбины начали изготавливать в УССР, гидрогенераторы — в Свердловске. Всего в проекте участвовало более 300 предприятий советских республик. Для строителей был построен город Рогун — многоэтажные дома, школа на 1200 мест, детский сад «Юнга». Отопление зданий от электрических котельных, в кухнях — электрические печи.
Прежде всего началось пробивание строительных туннелей в непрочных рыхлых породах, находящихся под большим давлением. По мере вырубки и черновой обработки тоннели немедленно бетонировались. В месяц удавалось пройти несколько десятков метров. План предусматривал пробивку 63 километров туннелей. Для ускорения работ туннели пробивались с двух концов и из середины через дополнительные шахты.
Для отсыпки плотины были построены многокилометровые конвейеры, что позволяло сократить сроки строительства и сэкономить 80 миллионов советских рублей, в сравнении с обычной отсыпкой плотины карьерными грузовиками. В 1987 году началось возведение плотины (её верховой перемычки), 27 декабря 1987 года состоялось перекрытие реки Вахш. К 1993 году высота верховой строительной перемычки достигла 40 м, к этому же времени был пройден 21 километр тоннелей, выполнена основная работа по выработке помещений машинного (70 %) и трансформаторного (80 %) залов.
После распада Советского Союза строительство ГЭС было законсервировано. 8 мая 1993 года верховая строительная перемычка была размыта мощным паводковым потоком, тоннели и машинный зал были частично затоплены. Часть гидросилового оборудования, в том числе две гидротурбины РО310-В-483,5 производства харьковского предприятия «Турбоатом», была поставлена ещё в начале 1990-х годов и оставлена на хранении.
В 2004 году подписано соглашение между правительством Таджикистана и компанией «Русал» о достройке ГЭС. На средства «Русала» было создано технико-экономическое обоснование проекта, проведен ряд работ на площадке ГЭС (в частности, осушен машинный зал). Однако сторонам не удалось согласовать ряд принципиальных особенностей проекта, в частности высоту плотины, а также её тип («Русалом» предлагался вариант бетонной плотины высотой 285 м), и в сентябре 2007 года Таджикистан официально расторг соглашение с «Русалом».

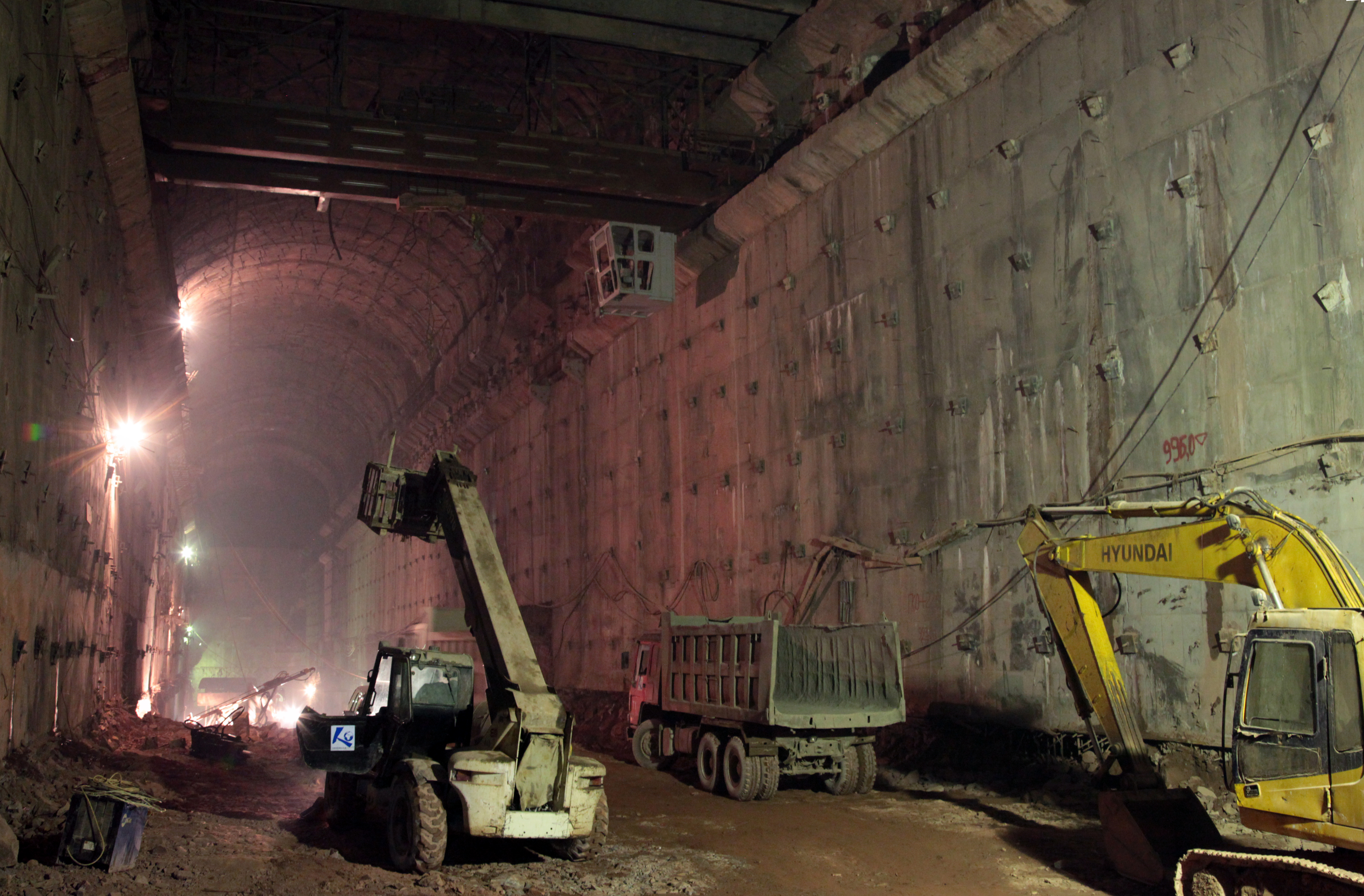
Строительство подземных сооружений станции, август 2013 года

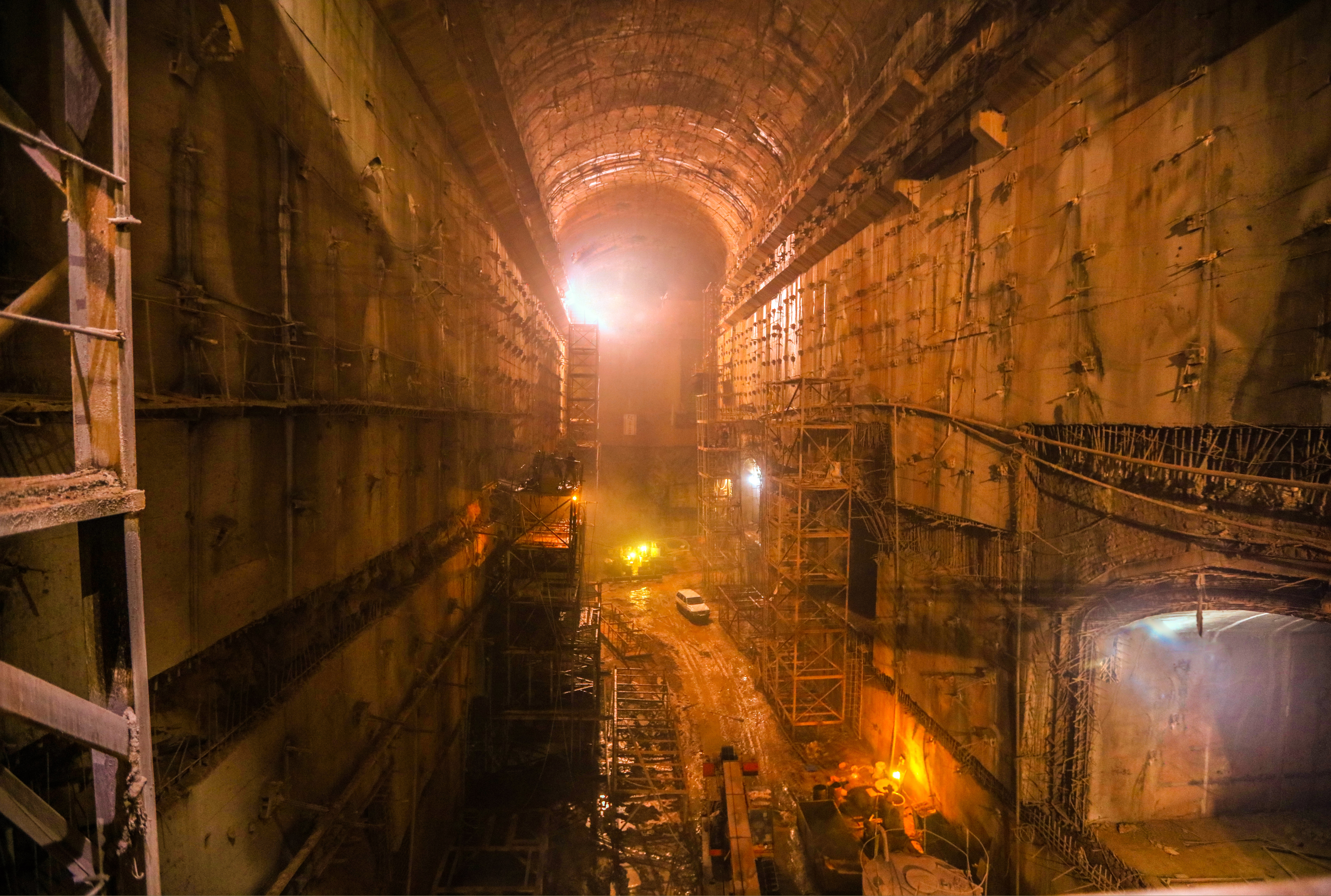
Строительство подземных сооружений станции, июль 2019 года

В декабре 2010 года завершены работы в первом строительном тоннеле станции. В 2010 году между Таджикистаном и Всемирным Банком было заключено соглашение о проведении международной экспертизы проекта станции, в феврале 2011 года подрядчиком проведения экспертизы была выбрана швейцарская фирма Poyry Energy Ltd.
В июне 2012 года акционерами ОАО «Рогунская ГЭС» было принято решение о том, что перекрытие русла Вахша в 2012 году производиться не будет. Это было обусловлено тем, что международные эксперты, нанятые Всемирным Банком, предложили уменьшить высоту плотины до 170 м, против чего резко возражала таджикская сторона, считавшая, что плотина непременно должна была быть самой высокой в мире, из соображений престижа.
В годы правления Ислама Каримова (1991—2016 годы) Узбекистан выступал резко против строительства ГЭС, считая её опасной для своего хозяйства, поскольку Рогунская электростанция строится на реке Вахш, которая течет из Таджикистана в Узбекистан, а Узбекистан и так испытывает нехватку воды для орошения. Когда таджикские власти в июле 2016 года подписали соглашение с итальянской компанией Salini Impregilo (ныне Webuild) о завершении строительства Рогунской ГЭС, Шавкат Мирзиёев, который на тот момент был премьер-министром Узбекистана, направил в адрес правительства Таджикистана письмо, в котором выразил недовольство. Но когда Мирзияёв стал президентом Узбекистана, то Узбекистан сначала просто отказался от критики строительства, а затем и одобрил его. Узбекистан получает некоторую выгоду от строительства: для него закупаются грузовики, произведенные на заводе в Самарканде.
29 октября 2016 года было перекрыто русло реки Вахш. Президент Таджикистана Эмомали Рахмон лично участвовал в перекрытии, управляя бульдозером. Стоимость проекта достройки ГЭС составляет 3,9 млрд долларов.

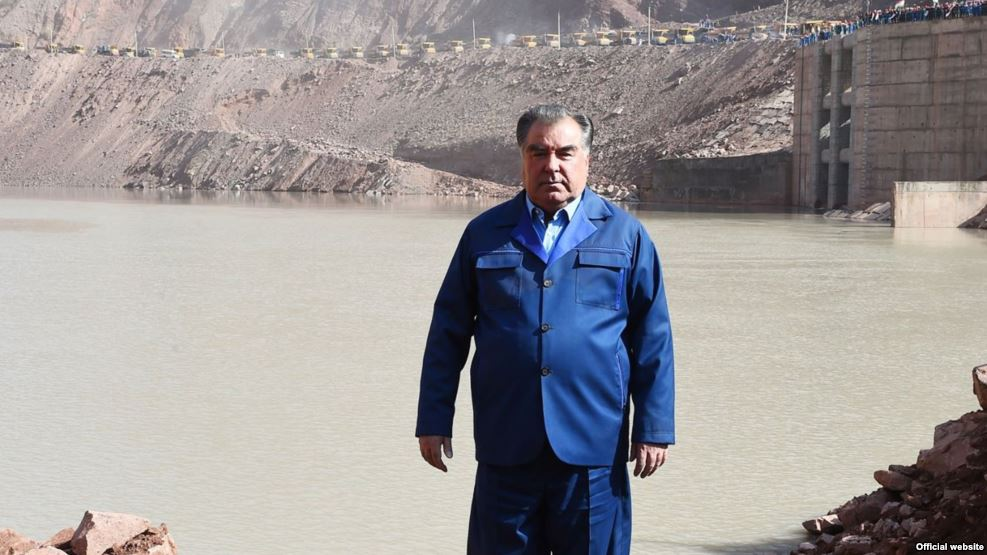
Эмомали Рахмон во время перекрытия русла реки Вахш 29 октября 2016 года

Первый гидроагрегат торжественно запущен 16 ноября 2018 года, присутствовали представители ряда иностранных государств, в частности стран — участниц проекта CASA-1000, международных организаций, дипломаты и журналисты ведущих СМИ планеты.
Второй гидроагрегат введён в эксплуатацию в июне 2019 года. Торжественная церемония пуска гидроагрегата состоялась 9 сентября 2019 года, станция достигла мощности 240 МВт и среднегодовой выработки 1,6 млрд кВт⋅ч. К 2025 году проект станции был доработан, её мощность увеличилась с 3600 МВт до 3780 МВт, а среднегодовая выработка электроэнергии — с 13,8 до 14,4 млрд кВт⋅ч. Планируется, что к 2028 году высоты плотины достигнет отметки 1185 метров над уровнем моря, а мощность станции составит 1660 МВт (400 МВт для гидроагрегатов № 5 и 6, 1260 МВт для гидроагрегатов № 3 и 4). Завершение строительства с выходом станции на полную мощность намечено на 2035 год.